# Гетеропатриархат
Гетеропатриарха́т (от гетеросексуальность и патриархат), или цисгетеропатриарха́т (от цисгендерность и гетеропатриарха́т), — в теории феминизма — социально-политическая система, при которой цисгендерные мужчины и гетеросексуальность имеют преимущество над другими гендерами и сексуальными ориентациями. Этот термин предполагает, что дискриминация, которой подвергаются женщины и ЛГБТ, имеет общую основу — сексистские принципы социальной организации. Гетеросексуальным мужчинам отдается верховенство над другими гендерами; они награждаются и поощряются гетеропатриархальным обществом.
С точки зрения феминизма, термин патриархат описывает иерархию семьи, при которой отец является главной властью, а женщина подчиняется. С развитием квир-теории в 1980-х-1990-х годах, и поднятием вопроса о гетеронормативности и гендерной бинарности, этот тип доминирования начал описываться не только в контексте пола и гендера (доминирование мужчин над женщинами, маскулинности над фемининностью), но также и в контексте сексуальности (гетеронормативность и гетеросексуальность над другими сексуальными ориентациями и цисгендерность над другими видами гендерной идентичности). Термин гетеропатриархат произошёл от предыдущего менее конкретного термина патриархат и подчеркивает, что формирование общества доминирования мужчин основано на культурных процессах сексизма/гетеросексизма. Позднее начал получать распространение термин цисгетеропатриархат (англ. cisheteropatriarchy).
Гетеропатриархат — это система социального доминирования, при которой гетеросексуальные мужчины обладают привилегиями и регулярно награждаются за проявление маскулинных черт. Напротив, женщины и другие люди, проявляющие черты, считающиеся женственными, получают меньше социальных привилегий. Исторически это проявлялось, например, экономически — в неравной заработной плате, невозможности для женщин владеть землёй, и пр..
Гетеропатриархат — это аспект популярного феминистского анализа, используемого для объяснения современной социальной структуры, основанной на иерархической системе взаимосвязанных сил власти и угнетения. В такой структуре мужчины занимают высшие позиции власти, а женщины испытывают большую часть социального угнетения. Эта организация общества подкрепляется гендерными стереотипами, которые приписывают женщинам и мужчинам черты женственности и мужественности.
Одним из строительных блоков этой системы является заявление нуклеарной семьи как типичной, «правильной» семейной единицы; такая модель диктует необходимость наличия для создания семьи двух гетеросексуальных родителей, имеющих возможность производить потомство. В рамках этой семейной структуры мужчины удерживают власть над женщинами, позиционируя себя как «кормильцев» и сохраняя контроль над богатством/ресурсами. Эта практика поддерживается такими институтами, как образование, нацеливающим мальчиков на такие уважаемые области, как точные науки, а девочек на более простые и менее уважаемые типы работы; работодателями, не допускающими женщин до высокопоставленных должностей; и религией.
Разделение гетеропатриархата и патриархата подчёркивает, что культура, в которой гетеросексуальные мужчины являются наиболее ценимыми членами общества невозможно без наличия в этом обществе сексизма и исключения из него негетеросексуальных членов.
Предполагается, что гетеропатриархат стал доминирующей идеологией в Древней Греции во времена войны, когда ценились агрессивность и грубая физическая сила. По мере того, как эти черты становились востребованными и популярными, женские черты одновременно осуждались. Эта идеология продвигалась путём колонизации и распространения европоцентрической культуры.